# Renzo Furlan
Renzo Furlan (ur. 17 maja 1970 w Conegliano) – włoski tenisista, reprezentant w Pucharze Davisa, olimpijczyk.

## Kariera tenisowa
Karierę tenisową Furlan rozpoczął w 1988 roku, a zakończył w 2004 roku.
W grze pojedynczej wygrał dwa turnieje kategorii ATP World Tour, oba w 1994 roku, najpierw w San José, a potem w Casablance. Dodatkowo był uczestnikiem pięciu finałów zawodów o randze ATP World Tour.
W grze podwójnej Furlan osiągnął jeden finał z cyklu ATP World Tour.
W latach 1993–1997, 2000 reprezentował Włochy w Pucharze Davisa. Rozegrał przez ten okres dziewiętnaście meczów singlowych, z których w dziesięciu zwyciężył.
Furlan dwukrotnie uczestniczył w igrzyskach olimpijskich. Najpierw wystąpił w 1992 roku w Barcelonie, awansując do 3 rundy turnieju singlowego. W 1996 roku w Atlancie dotarł do ćwierćfinału.
W rankingu gry pojedynczej Furlan najwyżej był na 19. miejscu (15 kwietnia 1996), a w klasyfikacji gry podwójnej na 193. pozycji (17 czerwca 1991).

### Finały w turniejach ATP World Tour
| Nazwa                              |
| ---------------------------------- |
| Wielki Szlem                       |
| Igrzyska olimpijskie               |
| ATP World Tour World Championships |
| ATP Masters Series                 |
| ATP Championship Series            |
| ATP World Series                   |

#### Gra pojedyncza (2–5)
| Końcowy wynik | Nr | Data                 | Turniej    | Nawierzchnia    | Przeciwnik       | Wynik finału  |
| ------------- | -- | -------------------- | ---------- | --------------- | ---------------- | ------------- |
| Finalista     | 1. | 24 maja 1992         | Bolonia    | Ceglana         | Jaime Oncins     | 2:6, 4:6      |
| Finalista     | 2. | 14 czerwca 1992      | Florencja  | Ceglana         | Thomas Muster    | 3:6, 6:1, 1:6 |
| Finalista     | 3. | 15 sierpnia 1993     | San Marino | Ceglana         | Thomas Muster    | 5:7, 5:7      |
| Zwycięzca     | 1. | 6 lutego 1994        | San José   | Twarda (hala)   | Michael Chang    | 3:6, 6:3, 7:5 |
| Zwycięzca     | 2. | 20 marca 1994        | Casablanca | Ceglana         | Karim al-Alami   | 6:2, 6:2      |
| Finalista     | 4. | 22 października 1995 | Pekin      | Dywanowa (hala) | Michael Chang    | 5:7, 3:6      |
| Finalista     | 5. | 23 marca 1997        | Petersburg | Dywanowa (hala) | Thomas Johansson | 3:6, 4:6      |

#### Gra podwójna (0–1)
| Końcowy wynik | Nr | Data             | Turniej    | Nawierzchnia | Partner      | Przeciwnicy                 | Wynik finału |
| ------------- | -- | ---------------- | ---------- | ------------ | ------------ | --------------------------- | ------------ |
| Finalista     | 1. | 14 sierpnia 1994 | San Marino | Ceglana      | Jordi Arrese | Neil Broad Greg Van Emburgh | 4:6, 6:7     |